# 黄河水利委员会 (中华民国)
黄河水利委员会是中华民国国民政府于1933年成立的管理黄河事务的专门机构，1949年撤销。

## 历史
国民政府最早于民国十八年（1929年）制定《国民政府黄河水利委员会组织条例》，并任命冯玉祥为黄河水利委员会委员长。但委员会后因经费问题而未成立。民国二十年（1931年），行政院将黄河水利事务移交内政部管理，国民政府任命朱庆澜为黄河水利委员会委员长。然而此后再度因为经费原因而作罢。
民国二十二年（1933年）9月1日，黄河水利委员会正式成立，归行政院指挥监督，下设总务、工务处，李仪祉为委员长、王应榆为副委员长，会址位于开封。民国二十六年（1937年），委员会改为隶属于全国经济委员会，下设总务、工务、河防处。同年4月，豫鲁两省黄河河务局开始归黄河水利委员会领导，更名为黄河水利委员会驻豫、驻鲁修防处。
抗日战争爆发后，黄河水利委员会于民国二十七年（1938年）先后迁至洛阳、西安。同年6月国民政府为阻日军策划了花园口决堤事件，后黄河水利委员会与河南省政府组建了防泛新堤工赈委员会以修筑防泛西堤。民国二十九年（1940年）先后成立了黄河水利委员会林垦设计委员会、豫省河防特工临时工程处、上游工程处（曾改称上游修防林垦工程处）。民年10月，委员会改为直属于全国水利委员会。民国三十四年（1945年），成立宁夏工程总队（后改为宁绥工程总队）。
抗日战争结束后，委员会于民国三十五年（1946年）迁回开封。此后，先后成立了花园口堵口复堤工程局、河北修防处。同年7月，行政院成立了黄河治本研究团。民国三十六年（1947年）6月，黄河水利委员会改为黄河水利工程局，次年又改称黄河水利工程总局。民国三十七年（1948年）部分人员迁往南京，后又迁往衡阳、桂林。民国三十七年（1948年）12月，黄河水利工程总局及其下属机构自被中共的冀鲁豫区黄河水利委员会接管。民国三十八年（1949年）9月正式撤销。

## 主要负责人
黄河水利委员会历任委员长（黄河水利工程总局局长）、副委员长（副局长）为：

### 历任委员长
- 冯玉祥（1926年1月26日任命[3]）
- 朱庆澜（1931年10月24日任命[3]）
- 李仪祉（1933年4月24日－1935年10月19日）
- 孔祥榕（代理，1935年10月29日－1936年5月2日）
- 孔祥榕（1936年5月2日－1938年6月15日）
- 王郁骏（1938年6月15日－1939年4月）
- 孔祥榕（1939年5月31日－1941年7月23日）
- 万辟（代理，1941年7月－1941年8月）
- 张含英（1941年8月－1943年8月21日）
- 赵守钰（1943年8月21日－1947年6月）
- 陈泮岭（局长，1947年6月13日－1949年9月）

### 历任副委员长
- 马福祥（1926年1月26日任命[3]）
- 王瑚（1926年1月26日任命[3]）
- 李协（即李仪祉，1931年10月24日任命[3]）
- 王应榆（1933年4月24日－1935年2月2日）
- 孔祥榕（1935年2月2日－1935年10月29日）
- 王郁骏（1935年11月－1938年6月15日）
- 李书田（1939年9月－1946年）
- 潘镒芬（副局长，1947年8月－1948年8月）